# Altri
Altri é uma empresa portuguesa líder na produção renovável de fibras celulósicas.
Gere mais de 90 mil hectares de floresta totalmente certificada e transforma a madeira de eucalipto em fibras nas suas três unidades industriais, com uma capacidade anual superior a 1,1 milhões de toneladas. Além da produção de fibras celulósicas utilizadas em diversos produtos de tissue, a Altri produz ainda fibras sustentáveis que são utilizadas no fabrico de centenas de produtos de uso diário desde o têxtil, aos ecrãs de smartphones e TV, ou ao revestimento de medicamentos ou de alimentos, entre muitas outras aplicações.
Além da produção de pasta de papel utilizada em diversos produtos de tissue, a Altri produz ainda pasta solúvel, utilizada na fabricação de centenas de produtos de uso diário desde o têxtil, aos ecrãs de smartphones e TV, ou ao revestimento de medicamentos ou de alimentos, entre muitas outras aplicações.
Presente desde a gestão florestal até à produção de pasta e de energia a partir de biomassa, a Altri é uma companhia Renovável que procura contribuir no seu dia a dia para um mundo sustentável a nível ambiental, social e económico.
A empresa foi criada no dia 15 de fevereiro de 2005 como resultado do processo de reestruturação da Cofina, através de um spin out dos activos industriais da Cofina. A Altri está cotada na bolsa de valores de Lisboa, onde integra o seu principal índice, o PSI desde março 2005.
A Altri é um dos maiores exportadores portugueses, ao colocar nos mercados externos cerca de 90% do total da sua produção. O principal destino das vendas da Altri é a Europa, que, excluindo Portugal, representa cerca de 70% das vendas. O segundo mercado mais relevante é a China, sendo o destino de 9% do total das vendas.
Em termos de utilização da pasta os produtores de papel tissue são os principais clientes da Altri com uma quota de 52%, seguindo-se os produtores de especialidades e os produtores de papel gráfico de impressão e escrita, com quotas de mercado de 14% e 22%, respetivamente. Os produtores de filamentos de viscose – consumidores de pasta DWP – representam cerca de 9% das vendas.

## Controvérsia em Palas de Rei
O projeto de construção de uma nova fábrica de celulose em Palas de Rei, na Galiza, Espanha, gerou controvérsia devido a preocupações ambientais, económicas e sociais. O Conselho da Junta da Galiza declarou este projeto industrial como estratégico em dezembro de 2022, e a finais de 2023 a companhia apresentou a documentação necessária para conseguir a autorização ambiental.
A planta, que seria significativamente maior que outras instalações similares na Galiza, gerou um debate sobre o seu impacto ambiental. Os críticos do projeto expressam preocupação pelo consumo intensivo de água que requererá e o impacto que isto terá sobre os ecossistemas locais e a biodiversidade, e especialmente relacionado com o cultivo intensivo de eucalipto.
A captação de água prevista afetaria o rio Ulha e, consequentemente, a ria de Arousa, impactando a indústria local de pesca e criação de marisco, essenciais para a economia galega. Além disso, causa alarme pelo potencial aumento da produção de eucalipto na zona, o que pode levar a uma perda de biodiversidade e aumentar o risco de incêndios florestais, um problema já bem conhecido em Portugal.
Também se sinalou a falta de comunicação e transparência no que diz respeito ao projeto. Muitos residentes e proprietários de terras afetados sentem que não foram adequadamente informados ou consultados sobre a desapropriação de terras para o projeto, nem das implicações para a agricultura e pecuária locais.